# Песочные часы (фильм, 1984)
«Песочные часы» — советский фильм 1984 года режиссёра Сергея Вронского по сценарию Семёна Фрейлиха.

## Сюжет
На курорте случай сводит Гребенцова и Паншина, бывших однополчан. Гребенцов когда-то уже отдыхал в этих местах, и у него тогда был роман с прекрасной местной девушкой Надей. И вот она снова появляется в жизни Гребенцова. Прошлое входит в настоящее и, возможно, изменит завтра.

## В ролях
- Анатолий Кузнецов — Гребенцов
- Николай Скоробогатов — Паншин
- Галина Польских — Надя
- Людмила Карауш — Людмила
- Людмила Нильская — Инга
- Игорь Скляр — шофёр Сергей
- Вадим Терентьев — Бауэр
- Майя Блинова — жена Бауэра
- Герман Качин — шофёр
- Владимир Артёмов — Юра Атланов
- Нина Маслова — Галя
- Александра Сорокоумова — Вероника
- Анатолий Скорякин — Андрей

В одном из эпизодов вместе с актёром Анатолием Кузнецовым снялись его жена и десятилетняя дочка.

## Съёмки
Съёмки велись в Кисловодске.

## Критика
Юрий Нагибин, рассматривая роли Анатолия Кузнецова, исполняющего в фильме главную роль, писал, что в этом фильме произошёл переход его амплуа:

Образ артиста расширился от «воина» до «фронтовика». Гребенцов носит обычный штатский костюм, а не гимнастёрку или китель, он не ползёт с гранатой к вражескому окопу, не командует боем, а руководит промышленным главком, но многое в его сегодняшнем поведении идёт от фронтового воспитания, от пережитого на полях войны. А ведь война растворена в крови всех, кто хоть ребёнком застал то чёрное и великое время. В главную творческую задачу А. Кузнецова органически вошла тема: кем ты стал, фронтовик?— Юрий Нагибин
Единственный фильм кинооператора Сергея Вронского, который он снял как режиссёр. Фильм считается забытым:

В «Песочных часах» он расскажет историю фронтовиков, которые возвращаются в южный городок, где когда-то сражались, любили… Встреча «двадцать лет спустя» может изменить судьбу. Увы, телевидение забыло об этом фильме. Вспомнит ли к юбилею Победы?— Арсений Замостьянов